# Anna Lemarchand
Pour les articles homonymes, voir Lemarchand.
Anna Lemarchand est une actrice française née le 17 janvier 2002 à Caen.

## Biographie
Anna Lemarchand est née d'Henry Lemarchand, accordéoniste et chef d’orchestre, et de Glwadys Ann Le Marchand, comédienne voix-off et chanteuse. 

## Filmographie

### Cinéma
- 2012 : Du vent dans mes mollets de Carine Tardieu : Valérie
- 2014 : Papa ou Maman de Martin Bourboulon : Emma Leroy[4]
- 2015 : Qui c'est les plus forts ? de Charlotte de Turckheim : Kim
- 2016 : Papa ou Maman 2 de Martin Bourboulon : Emma Leroy
- 2017 : Marie-Francine de Valérie Lemercier : Margot

### Télévision

#### Séries télévisées
- 2019 : Marianne : Caroline ado